# Fédération des médecins de France
Pour les articles homonymes, voir FMF.
 (avril 2016).
La Fédération des médecins de France est un syndicat professionnel de médecins généralistes et spécialistes français.
Créée en 1968, elle est reconnue représentative la même année.
Elle est la deuxième force syndicale de médecins, derrière la CSMF, après les élections URPS de 2015
La FMF est constituée de trois branches:
- le syndicat Union Généraliste
- le syndicat Union Spécialistes
- le syndicat UMEP pour les médecins à expertise particulière

La FMF insiste sur l'aspect libéral de la profession de médecin.